# Robert Žulj
Robert Žulj (Wels, 5 febbraio 1992) è un calciatore austriaco, attaccante del Buriram Utd.

## Biografia
Ha un fratello più giovane anch'egli calciatore, Peter Žulj.

## Carriera

### Club
Ha sempre giocato nel campionato austriaco, fino al 2014 quando si è trasferito in Germania, al Greuther Fürth.

### Nazionale
Ha esordito con la nazionale Under-21 austriaca durante le qualificazioni agli europei di categoria.

## Palmarès
- Campionato austriaco: 1

Salisburgo: 2013-2014
- Coppa d'Austria: 1

Salisburgo: 2013-2014
- Campionato tedesco di seconda divisione: 1

Bochum: 2020-2021